# Leo Eitinger

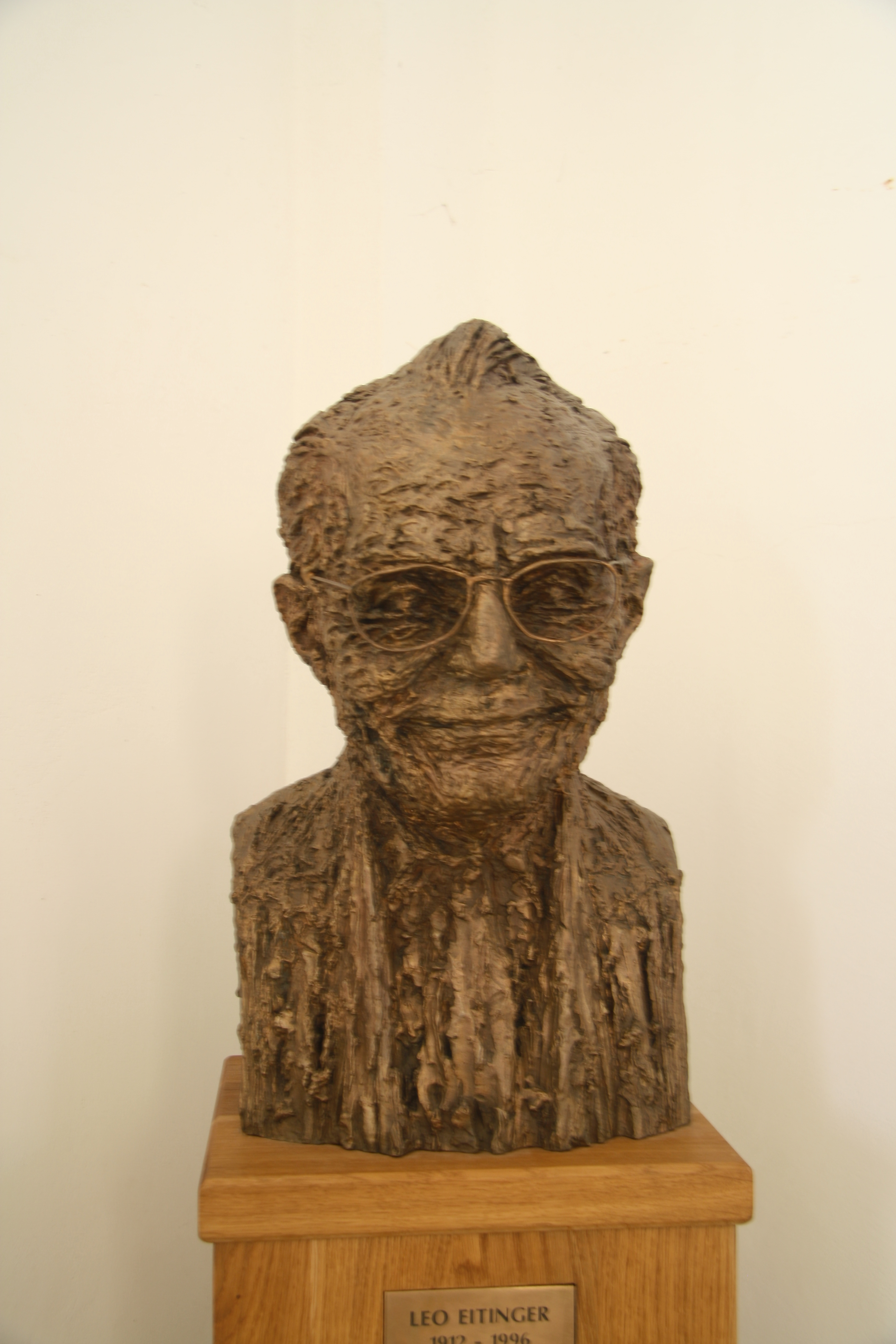
Büste von Leo Eitinger in der Synagoge in Lomnice, Bezirk Brünn-Land.

Leo Eitinger  (geboren 12. Dezember 1912 in Lomnitz, Mähren, Österreich-Ungarn; gestorben 15. Oktober 1996 in Oslo) war ein tschechoslowakisch-norwegischer Psychiater.

## Leben
Eitinger wuchs in einem orthodoxen jüdischen Elternhaus auf und schloss sich als Jugendlicher den sozialistischen Zionisten an. Er studierte an der Universität Brünn Bohemistik und Germanistik später Medizin und Philosophie und wurde nach dem Examen 1937 zu den Tschechoslowakischen Luftstreitkräften eingezogen.
Nach der Zerschlagung der Tschechoslowakei flüchtete er  mit der Hilfe von Odd Nansen und dessen Nansenhilfe im November 1939 nach Norwegen. Dort erhielt einen Arbeitsplatz im psychiatrischen Krankenhaus von Bodø in Nordnorwegen. Im April 1940 wurde Norwegen von der deutschen Wehrmacht erobert, woraufhin ihm von der Besatzungsverwaltung die ärztliche Tätigkeit verboten wurde. Eitinger hielt sich als Hilfsarbeiter in einem Mühlenbetrieb in Nesjestranda an der norwegischen Westküste versteckt, aber er wurde im März 1942 inhaftiert und im Februar 1943 nach Auschwitz deportiert. Bei Kriegsende wurde er aus dem KZ Buchenwald befreit, wo ihn andere norwegische KZ-Häftlinge unterstützt hatten. Sein Vater und seine Schwester waren Opfer des Holocaust. Von den insgesamt 762 norwegischen Juden, die in die Konzentrationslager deportiert wurden, überlebten nur 23 Personen, Eitinger war einer von ihnen.
Eitinger kehrte nach Norwegen zurück, bildete sich zum Facharzt für Psychiatrie aus, spezialisierte sich auf die Psychiatrie nach Extrembelastungen, wie sie die KZ-Häftlinge durchlitten hatten, und promovierte 1958. Zwischen 1952 und 1957 war er außerdem leitender Arzt in der Psychiatrie der Norwegischen Streitkräfte. Von 1966 bis 1983 war er Lehrstuhlinhaber für Psychiatrie an der Universität Oslo und Direktor der psychiatrischen Universitätsklinik. Eitinger hatte wesentlichen Anteil an der Erforschung der Posttraumatischen Belastungsstörung. Später verallgemeinerte er seinen Forschungsansatz und verfasste Beiträge für die Migrationsforschung: It can be stated without fear of exaggeration that dislocation - the moving from one place to another - is the basis of human civilization.
1978 wurde er zum Kommandeur des königlichen Sankt-Olav-Ordens ernannt und erhielt 1988 den Fritt-Ord-Preis.
Eitinger war verheiratet mit seiner Jugendfreundin Lisl Kohn, die nach Schweden geflohen war. Für beider Engagement gegen Rassismus, für religiöse Toleranz und für die Menschenrechte stiftete die Universität Oslo 1986 den Lisl and Leo Eitinger Prize für Menschenrechte (Universitetet i Oslos menneskerettighetspris), den zuerst Elie Wiesel erhielt.

## Schriften
- Leo Eitinger; Axel Strøm: Mortality and morbidity after excessive stress. A follow-up investigation of Norwegian concentration camp survivors,  Oslo, Universitetsforlaget; New York, Humanities Press [1973].
- Concentration camp survivors in Norway and Israel, Oslo, Universitetsforlaget [1964]
- Studies in neuroses, Copenhagen : Munksgaard 1955
- Leo Eitinger; Robert Krell; Miriam Rieck: The psychological and medical effects of concentration camps and related persecutions on survivors of the Holocaust : a research bibliography, Vancouver : University of British Columbia Press, 1985; zuerst Ray D. Wolfe Center for Study of Psychological Stress, University of Haifa 1981.
- Leo Eitinger; David Schwarz (Hrsg.): Strangers in the world, Bern [u. a.] : Huber, 1981.
- Überleben und Spätfolgen, Dachau : Verlag Dachauer Hefte, 1992.
- mit Hallvard Rieber-Mohn: Retten til å overleve. En bok om Israel, Norge og antisemittismen, 1976 (Das Recht zu überleben. Ein Buch über Israel, Norwegen und den Antisemitismus)
- Antisemitism in our time. A Threat against us all. Proceedings of the first international hearing on anti-Semitism. Oslo 7.–8. Juni 1983.  Oslo: The Nansen Committee, 1984.
- Leo Eitinger; Axel Strøm: Mennesker blant mennesker. En bok om antisemittisme og fremmedhat. Oslo: Cappelen, 1985 (Menschen unter Menschen. Ein Buch über Antisemitismus und Fremdenhass)